# 神奈川県の廃止市町村一覧
神奈川県の廃止市町村一覧（かながわけんのはいししちょうそんいちらん）は、神奈川県における市制・町村制施行（1889年4月1日）後に、市町村合併や他の自治体に統合されることなどにより廃止した市町村の一覧である。単なる名称の変更は対象としない。
- 町村が「町制」・「市制」を施行し町・市となるケース。
  - 「市町村」以外の表記名を変更しなかった自治体は一覧に含まれない。（例：座間町 → 座間市）
  - 町制・市制を施行した際に名称を変更した場合も一覧に含まれない。（例：吾妻村 → 二宮町）
- 市町村が名称変更した場合は一覧に含まれない。
- 所属郡・所属府県が変更になった場合は一覧に含まれない。（例：西多摩郡、南多摩郡、北多摩郡 → 東京府に移管）
- 市町村合併で廃止した市町村のケース
  - 編入合併した場合の、存続市町村は廃止に当たらないので一覧に含まれない。
  - 編入合併した場合の、廃止した市町村は一覧に含まれる。
  - 新設合併した場合の、廃止した市町村は一覧に含まれる。
  - 新設合併した場合の、名称が残った市町村も一覧に含まれる。（例：旧・真鶴町 → 新・真鶴町）
- 政令市の廃止区は一覧に含まれない。
- 分割や分立をしたケース。
  - 分割で廃止した市町村は一覧に含まれる。
  - 分立で存続した市町村は一覧に含まれない。（例：相模原町一部 → 座間町に分立。相模原町は存続）

| 年            | 市の数 | 町の数 | 村の数 | 市町村数 |
| ------------- | ------ | ------ | ------ | -------- |
| 1888年        | 0      | 177    | 1,177  | 1,354    |
| 1889年4月1日  | 1      | 26     | 294    | 321      |
| 1953年4月1日  | 8      | 35     | 73     | 116      |
| 1960年4月1日  | 14     | 24     | 1      | 39       |
| 2000年1月1日  | 19     | 17     | 1      | 37       |
| 2007年3月11日 | 19     | 13     | 1      | 33       |

## 1899年以前
- 鎌倉郡西鎌倉村 （1894年7月7日）鎌倉郡鎌倉町新設のため
- 鎌倉郡東鎌倉村 （1894年7月7日）鎌倉郡鎌倉町新設のため

## 1900年代
- 久良岐郡戸太町 （1901年4月1日）横浜市に編入のため
- 久良岐郡中村 （1901年4月1日）横浜市に編入のため
- 久良岐郡根岸村 （1901年4月1日）横浜市に編入のため
- 久良岐郡本牧村 （1901年4月1日）横浜市に編入のため
- 橘樹郡神奈川町 （1901年4月1日）横浜市に編入のため
- 三浦郡（旧）横須賀町 （1906年12月15日）三浦郡横須賀町新設のため
- 三浦郡豊島町 （1906年12月15日）三浦郡横須賀町新設のため
- 高座郡（旧）藤沢大坂町 （1907年10月1日）高座郡藤沢大坂町新設のため
- 鎌倉郡藤沢大富町 （1907年10月1日）高座郡藤沢大坂町新設のため
- 高座郡藤沢大坂町 （1908年4月1日）高座郡藤沢町新設のため
- 高座郡明治村 （1908年4月1日）高座郡藤沢町新設のため
- 高座郡鵠沼村 （1908年4月1日）高座郡藤沢町新設のため
- 足柄上郡中村 （1908年4月1日）足柄上郡中井村新設のため
- 足柄上郡井ノ口村 （1908年4月1日）足柄上郡中井村新設のため
- 足柄下郡蘆子村 （1908年4月1日）足柄下郡足柄村新設のため
- 足柄下郡二川村 （1908年4月1日）足柄下郡足柄村新設のため
- 足柄下郡富水村 （1908年4月1日）足柄下郡足柄村新設のため
- 足柄下郡久野村 （1908年4月1日）足柄下郡足柄村新設のため
- 高座郡松林村 （1908年10月1日）高座郡茅ヶ崎町新設のため
- 高座郡茅ヶ崎村 （1908年10月1日）高座郡茅ヶ崎町新設のため
- 高座郡鶴嶺村 （1908年10月1日）高座郡茅ヶ崎町新設のため
- 橘樹郡（旧）保土ケ谷町 （1909年4月1日）橘樹郡保土ケ谷町新設のため
- 橘樹郡矢崎村 （1909年4月1日）橘樹郡保土ケ谷町新設のため
- 橘樹郡宮川村 （1909年4月1日）橘樹郡保土ケ谷町新設のため
- 中郡小中村 （1909年4月1日）中郡旭村新設のため
- 中郡山背村 （1909年4月1日）中郡旭村新設のため
- 足柄上郡中川村 （1909年4月1日）足柄上郡三保村新設のため
- 足柄上郡玄倉村 （1909年4月1日）足柄上郡三保村新設のため
- 足柄上郡世附村 （1909年4月1日）足柄上郡三保村新設のため
- 津久井郡根小屋村 （1909年5月1日）津久井郡串川村新設のため
- 津久井郡青山村 （1909年5月1日）津久井郡串川村新設のため
- 津久井郡長竹村 （1909年5月1日）津久井郡串川村新設のため

## 1910年代
- 橘樹郡子安村 （1911年4月1日）横浜市・橘樹郡大綱村・旭村に分割編入のため
- 足柄上郡（旧）川西村 （1911年4月1日）足柄上郡川西村新設のため
- 足柄上郡湯触村 （1911年4月1日）足柄上郡川西村新設のため
- 足柄下郡石橋村 （1913年4月1日）足柄下郡片浦村新設のため
- 足柄下郡米神村 （1913年4月1日）足柄下郡片浦村新設のため
- 足柄下郡根府川村 （1913年4月1日）足柄下郡片浦村新設のため
- 足柄下郡江ノ浦村 （1913年4月1日）足柄下郡片浦村新設のため
- 鎌倉郡俣野村 （1915年8月15日）鎌倉郡大正村新設のため
- 鎌倉郡富士見村 （1915年8月15日）鎌倉郡大正村新設のため
- 鎌倉郡長尾村 （1915年8月15日）分割し、鎌倉郡大正村新設、豊田村に編入のため

## 1920年代
- 足柄上郡川西村 （1923年4月1日）足柄上郡清水村新設のため
- 足柄上郡谷ケ村 （1923年4月1日）足柄上郡清水村新設のため
- 足柄上郡山市場村 （1923年4月1日）足柄上郡清水村新設のため
- 橘樹郡川崎町 （1924年7月1日）川崎市新設のため
- 橘樹郡大師町 （1924年7月1日）川崎市新設のため
- 橘樹郡御幸村 （1924年7月1日）川崎市新設のため
- 足柄上郡神縄村 （1925年2月1日）足柄上郡清水村・三保村に分割編入のため
- 橘樹郡（旧）鶴見町 （1925年4月1日）橘樹郡鶴見町新設のため
- 橘樹郡潮田町 （1925年4月1日）橘樹郡鶴見町新設のため
- 橘樹郡中原村 （1925年5月1日）橘樹郡中原町新設のため
- 橘樹郡住吉村 （1925年5月1日）橘樹郡中原町新設のため
- 津久井郡（旧）中野町 （1925年7月1日）津久井郡中野町新設のため
- 津久井郡太井村 （1925年7月1日）津久井郡中野町新設のため
- 津久井郡又野村 （1925年7月1日）津久井郡中野町新設のため
- 津久井郡三ケ木村 （1925年7月1日）津久井郡中野町新設のため
- 久良岐郡屏風浦村 （1927年4月1日）横浜市に編入のため
- 久良岐郡大岡川村 （1927年4月1日）横浜市に編入のため
- 久良岐郡日下村 （1927年4月1日）横浜市に編入のため
- 橘樹郡保土ケ谷町 （1927年4月1日）横浜市に編入のため
- 橘樹郡鶴見町 （1927年4月1日）横浜市に編入のため
- 橘樹郡城郷村 （1927年4月1日）横浜市に編入のため
- 橘樹郡旭村 （1927年4月1日）横浜市に編入のため
- 橘樹郡大綱村 （1927年4月1日）横浜市に編入のため
- 都筑郡西谷村 （1927年4月1日）横浜市に編入のため
- 橘樹郡田島村 （1927年4月1日）川崎市に編入のため
- 中郡（旧）平塚町 （1929年4月1日）中郡平塚町新設のため
- 中郡須馬町 （1929年4月1日）中郡平塚町新設のため

## 1930年代
- 三浦郡衣笠村 （1933年2月15日）横須賀市に編入のため
- 鎌倉郡玉縄村 （1933年4月1日）鎌倉郡大船町に編入のため
- 三浦郡田浦町 （1933年4月1日）横須賀市に編入のため
- 橘樹郡中原町 （1933年8月1日）川崎市に編入のため
- 久良岐郡金沢町 （1936年10月1日）横浜市（磯子区）に編入のため
- 久良岐郡六浦荘村 （1936年10月1日）横浜市（磯子区）に編入のため
- 鎌倉郡永野村 （1936年10月1日）横浜市（中区）に編入のため
- 橘樹郡高津町 （1937年4月1日）川崎市に編入のため
- 橘樹郡日吉村 （1937年4月1日）川崎市・横浜市（神奈川区）に分割編入のため
- 三浦郡久里浜村 （1937年4月1日）横須賀市に編入のため
- 橘樹郡橘村 （1937年6月1日）川崎市に編入のため
- 橘樹郡宮前村 （1938年10月1日）川崎市に編入のため
- 橘樹郡向丘村 （1938年10月1日）川崎市に編入のため
- 橘樹郡生田村 （1938年10月1日）川崎市に編入のため
- 橘樹郡稲田町 （1938年10月1日）川崎市に編入のため
- 都筑郡川和町 （1939年4月1日）横浜市に編入のため（港北区新設）
- 都筑郡新田村 （1939年4月1日）横浜市に編入のため（港北区新設）
- 都筑郡中川村 （1939年4月1日）横浜市に編入のため（港北区新設）
- 都筑郡山内村 （1939年4月1日）横浜市に編入のため（港北区新設）
- 都筑郡中里村 （1939年4月1日）横浜市に編入のため（港北区新設）
- 都筑郡田奈村 （1939年4月1日）横浜市に編入のため（港北区新設）
- 都筑郡新治村 （1939年4月1日）横浜市に編入のため（港北区新設）
- 都筑郡都岡村 （1939年4月1日）横浜市（保土ケ谷区）に編入のため
- 都筑郡二俣川村 （1939年4月1日）横浜市（保土ケ谷区）に編入のため
- 鎌倉郡戸塚町 （1939年4月1日）横浜市に編入のため（戸塚区新設）
- 鎌倉郡中川村 （1939年4月1日）横浜市に編入のため（戸塚区新設）
- 鎌倉郡川上村 （1939年4月1日）横浜市に編入のため（戸塚区新設）
- 鎌倉郡豊田村 （1939年4月1日）横浜市に編入のため（戸塚区新設）
- 鎌倉郡本郷村 （1939年4月1日）横浜市に編入のため（戸塚区新設）
- 鎌倉郡大正村 （1939年4月1日）横浜市に編入のため（戸塚区新設）
- 鎌倉郡中和田村 （1939年4月1日）横浜市に編入のため（戸塚区新設）
- 鎌倉郡瀬谷村 （1939年4月1日）横浜市に編入のため（戸塚区新設）
- 都筑郡柿生村 （1939年4月1日）川崎市に編入のため
- 都筑郡岡上村 （1939年4月1日）川崎市に編入のため
- 鎌倉郡鎌倉町 （1939年11月3日）鎌倉市新設のため
- 鎌倉郡腰越町 （1939年11月3日）鎌倉市新設のため

## 1940年代
- 足柄下郡小田原町 （1940年12月20日）小田原市新設のため
- 足柄下郡足柄町 （1940年12月20日）小田原市新設のため
- 足柄下郡大窪村 （1940年12月20日）小田原市新設のため
- 足柄下郡早川村 （1940年12月20日）小田原市新設のため
- 高座郡相原村 （1941年4月29日）高座郡相模原町新設のため
- 高座郡大野村 （1941年4月29日）高座郡相模原町新設のため
- 高座郡大沢村 （1941年4月29日）高座郡相模原町新設のため
- 高座郡上溝町 （1941年4月29日）高座郡相模原町新設のため
- 高座郡田名村 （1941年4月29日）高座郡相模原町新設のため
- 高座郡新磯村 （1941年4月29日）高座郡相模原町新設のため
- 高座郡座間町 （1941年4月29日）高座郡相模原町新設のため
- 高座郡麻溝村 （1941年4月29日）高座郡相模原町新設のため
- 鎌倉郡村岡村 （1941年6月1日）藤沢市に編入のため
- 高座郡六会村 （1942年3月10日）藤沢市に編入のため
- 三浦郡浦賀町 （1943年4月1日）横須賀市に編入のため
- 三浦郡逗子町 （1943年4月1日）横須賀市に編入のため
- 三浦郡北下浦村 （1943年4月1日）横須賀市に編入のため
- 三浦郡長井町 （1943年4月1日）横須賀市に編入のため
- 三浦郡武山村 （1943年4月1日）横須賀市に編入のため
- 三浦郡大楠町 （1943年4月1日）横須賀市に編入のため
- 愛甲郡三田村 （1946年6月1日）愛甲郡睦合村新設のため
- 愛甲郡棚沢村 （1946年6月1日）愛甲郡睦合村新設のため
- 愛甲郡下川入村 （1946年6月1日）愛甲郡睦合村新設のため
- 愛甲郡妻田村 （1946年6月1日）愛甲郡睦合村新設のため
- 愛甲郡及川村 （1946年6月1日）愛甲郡睦合村新設のため
- 愛甲郡林村 （1946年6月1日）愛甲郡睦合村新設のため
- 足柄上郡山田村 （1946年11月3日）足柄上郡相和村新設のため
- 足柄上郡上中村 （1946年11月3日）足柄上郡相和村新設のため
- 鎌倉郡片瀬町 （1947年4月1日）藤沢市に編入のため
- 鎌倉郡深沢村 （1948年1月1日）鎌倉市に編入のため
- 足柄下郡下府中村 （1948年4月1日）小田原市に編入のため
- 足柄下郡田島村 （1948年4月1日）足柄下郡国府津町に編入のため
- 鎌倉郡大船町 （1948年6月1日）鎌倉市に編入のため

## 1950年代
- 足柄下郡桜井村 （1950年12月18日）小田原市に編入のため
- 足柄下郡（旧）箱根町 （1954年1月1日）足柄下郡箱根町新設のため
- 足柄下郡元箱根村 （1954年1月1日）足柄下郡箱根町新設のため
- 足柄下郡芦之湯村 （1954年1月1日）足柄下郡箱根町新設のため
- 津久井郡（旧）吉野町 （1954年7月15日）津久井郡吉野町新設のため
- 津久井郡小淵村 （1954年7月15日）津久井郡吉野町新設のため
- 津久井郡沢井村 （1954年7月15日）津久井郡吉野町新設のため
- 中郡旭村 （1954年7月15日）平塚市に編入のため
- 足柄下郡豊川村 （1954年7月15日）小田原市に編入のため
- 中郡（旧）大磯町 （1954年12月1日）中郡大磯町新設のため
- 中郡国府町 （1954年12月1日）中郡大磯町新設のため
- 中郡（旧）伊勢原町 （1954年12月1日）中郡伊勢原町新設のため
- 中郡大山町 （1954年12月1日）中郡伊勢原町新設のため
- 中郡高部屋村 （1954年12月1日）中郡伊勢原町新設のため
- 中郡比々多村 （1954年12月1日）中郡伊勢原町新設のため
- 中郡成瀬村 （1954年12月1日）中郡伊勢原町新設のため
- 中郡大田村 （1954年12月1日）中郡伊勢原町新設のため
- 足柄下郡上府中村 （1954年12月1日）小田原市に編入のため
- 足柄下郡酒匂町 （1954年12月1日）小田原市に編入のため
- 足柄下郡国府津町 （1954年12月1日）小田原市に編入のため
- 足柄下郡下曽我村 （1954年12月1日）小田原市に編入のため
- 足柄下郡片浦村 （1954年12月1日）小田原市に編入のため
- 三浦郡南下浦町 （1955年1月1日）三浦市新設のため
- 三浦郡三崎町 （1955年1月1日）三浦市新設のため
- 三浦郡初声村 （1955年1月1日）三浦市新設のため
- 津久井郡与瀬町 （1955年1月1日）津久井郡相模湖町新設のため
- 津久井郡小原町 （1955年1月1日）津久井郡相模湖町新設のため
- 津久井郡千木良村 （1955年1月1日）津久井郡相模湖町新設のため
- 津久井郡内郷村 （1955年1月1日）津久井郡相模湖町新設のため
- 中郡秦野町 （1955年1月1日）秦野市新設のため
- 中郡南秦野町 （1955年1月1日）秦野市新設のため
- 中郡東秦野村 （1955年1月1日）秦野市新設のため
- 中郡北秦野村 （1955年1月1日）秦野市新設のため
- 愛甲郡（旧）愛川町 （1955年1月15日）愛甲郡愛川町新設のため
- 愛甲郡高峰村 （1955年1月15日）愛甲郡愛川町新設のため
- 愛甲郡厚木町 （1955年2月1日）厚木市新設のため
- 愛甲郡南毛利村 （1955年2月1日）厚木市新設のため
- 愛甲郡睦合村 （1955年2月1日）厚木市新設のため
- 愛甲郡小鮎村 （1955年2月1日）厚木市新設のため
- 愛甲郡玉川村 （1955年2月1日）厚木市新設のため
- 足柄上郡（旧）山北町 （1955年2月1日）足柄上郡山北町新設のため
- 足柄上郡三保村 （1955年2月1日）足柄上郡山北町新設のため
- 足柄上郡清水村 （1955年2月1日）足柄上郡山北町新設のため
- 足柄上郡共和村 （1955年2月1日）足柄上郡山北町新設のため
- 足柄上郡酒田村 （1955年2月1日）足柄上郡開成町新設のため
- 足柄上郡吉田島村 （1955年2月1日）足柄上郡開成町新設のため
- 津久井郡中野町 （1955年4月1日）津久井郡津久井町新設のため
- 津久井郡串川村 （1955年4月1日）津久井郡津久井町新設のため
- 津久井郡鳥屋村 （1955年4月1日）津久井郡津久井町新設のため
- 津久井郡青野原村 （1955年4月1日）津久井郡津久井町新設のため
- 津久井郡青根村 （1955年4月1日）津久井郡津久井町新設のため
- 津久井郡三沢村 （1955年4月1日）分割し、津久井郡津久井町・城山町新設のため
- 津久井郡川尻村 （1955年4月1日）津久井郡城山町新設のため
- 津久井郡湘南村 （1955年4月1日）津久井郡城山町新設のため
- 足柄下郡下中村 （1955年4月1日）足柄下郡橘町新設のため
- 足柄下郡前羽村 （1955年4月1日）足柄下郡橘町新設のため
- 足柄上郡（旧）南足柄町 （1955年4月1日）足柄上郡南足柄町新設のため
- 足柄上郡岡本村 （1955年4月1日）足柄上郡南足柄町新設のため
- 足柄上郡福沢村 （1955年4月1日）足柄上郡南足柄町新設のため
- 足柄上郡北足柄村 （1955年4月1日）分割し、足柄上郡南足柄町新設、山北町に編入のため
- 足柄上郡（旧）松田町 （1955年4月1日）足柄上郡松田町新設のため
- 足柄上郡寄村 （1955年4月1日）足柄上郡松田町新設のため
- 足柄下郡（旧）湯河原町 （1955年4月1日）足柄下郡湯河原町新設のため
- 足柄下郡吉浜町 （1955年4月1日）足柄下郡湯河原町新設のため
- 足柄下郡福浦村 （1955年4月1日）足柄下郡湯河原町新設のため
- 高座郡小出村 （1955年4月5日）藤沢市・茅ヶ崎市に分割編入のため
- 高座郡御所見村 （1955年4月5日）藤沢市に編入のため
- 高座郡渋谷町 （1955年4月5日）分割し、藤沢市に編入、高座郡渋谷村に分立のため
- 中郡大根村 （1955年4月15日）秦野市・中郡金目村に分割編入のため
- 中郡相川村 （1955年7月8日）厚木市に編入のため
- 愛甲郡依知村 （1955年7月8日）厚木市に編入のため
- 高座郡（旧）海老名町 （1955年7月20日）高座郡海老名町新設のため
- 高座郡有馬村 （1955年7月20日）高座郡海老名町新設のため
- 津久井郡吉野町 （1955年7月20日）津久井郡藤野町新設のため
- 津久井郡牧野村 （1955年7月20日）津久井郡藤野町新設のため
- 津久井郡日連村 （1955年7月20日）津久井郡藤野町新設のため
- 津久井郡名倉村 （1955年7月20日）津久井郡藤野町新設のため
- 津久井郡佐野川村 （1955年7月20日）津久井郡藤野町新設のため
- 中郡西秦野村 （1955年7月28日）中郡西秦野町新設のため
- 足柄上郡上秦野村 （1955年7月28日）中郡西秦野町新設のため
- 中郡豊田村 （1956年4月1日）中郡大野町に編入のため
- 足柄上郡相和村 （1956年4月1日）足柄上郡大井町新設のため
- 足柄上郡金田村 （1956年4月1日）足柄上郡大井町新設のため
- 足柄上郡曽我村 （1956年4月1日）分割し、足柄上郡大井町新設、小田原市に編入のため
- 高座郡渋谷村 （1956年9月1日）高座郡大和町に編入のため
- 愛甲郡煤ヶ谷村 （1956年9月30日）愛甲郡清川村新設のため
- 愛甲郡宮ヶ瀬村 （1956年9月30日）愛甲郡清川村新設のため
- 愛甲郡中津村 （1956年9月30日）愛甲郡愛川町に編入のため
- 愛甲郡荻野村 （1956年9月30日）厚木市に編入のため
- 中郡大野町 （1956年9月30日）平塚市に編入のため
- 中郡神田村 （1956年9月30日）平塚市に編入のため
- 中郡城島村 （1956年9月30日）平塚市に編入のため
- 中郡金田村 （1956年9月30日）平塚市に編入のため
- 中郡土沢村 （1956年9月30日）平塚市に編入のため
- 中郡岡崎村 （1956年9月30日）平塚市・中郡伊勢原町に分割編入のため
- 足柄下郡（旧）真鶴町 （1956年9月30日）足柄下郡真鶴町新設のため
- 足柄下郡岩村 （1956年9月30日）足柄下郡真鶴町新設のため
- 足柄下郡（旧）箱根町 （1956年9月30日）足柄下郡箱根町新設のため
- 足柄下郡湯本町 （1956年9月30日）足柄下郡箱根町新設のため
- 足柄下郡温泉村 （1956年9月30日）足柄下郡箱根町新設のため
- 足柄下郡宮城野村 （1956年9月30日）足柄下郡箱根町新設のため
- 足柄下郡仙石原村 （1956年9月30日）足柄下郡箱根町新設のため
- 中郡金目村 （1957年10月1日）平塚市に編入のため

## 1960年代
- 中郡西秦野町 （1963年1月1日）秦野市に編入のため

## 1970年代
- 足柄下郡橘町 （1971年4月1日）小田原市に編入のため

## 1980年代 - 1990年代
約25年間、県内に廃止市町村なし

## 2000年代
- 津久井郡津久井町 （2006年3月20日）相模原市に編入のため
- 津久井郡相模湖町 （2006年3月20日）相模原市に編入のため
- 津久井郡藤野町 （2007年3月11日）相模原市に編入のため
- 津久井郡城山町 （2007年3月11日）相模原市に編入のため